# Mirosław Zdanowicz
Mirosław Zdanowicz (ur. 8 czerwca 1938 w Wołkowysku) – polski działacz społeczny, wielokrotny mistrz Polski i późniejszy trener kadry narodowej w motocrossie, w latach 2002–2018 radny Gdańska z ramienia Platformy Obywatelskiej.

## Kariera sportowa
Już w latach 1956–1966 był czynnym zawodnikiem motocrossu. Jeden z najpopularniejszych zawodników Gdańskiego Auto-Moto Klubu. W 1964 zdobył tytuł mistrza Polski, rok później wicemistrzostwo Polski, po odniesionej kontuzji został trenerem kadry narodowej. W ciągu dwudziestu lat pracy (1970–1990) jego wychowankowie aż 24 razy zdobyli tytuły drużynowego mistrza Polski w motocrossie i rajdach szybkich. Wychowawca trzech wicemistrzów świata i ponad stu indywidualnych Mistrzów Polski. W latach 1990–1999 był szefem Głównej Komisji Sportu Motocyklowego. Siedmiokrotnie (1992–1999) organizował motocrossowe Grand Prix Polski i Mistrzostwa Świata w Motocrossie w Gdyni Kolibkach. Aktualnie jest członkiem Zarządu Głównego Polskiego Związku Motorowego oraz prezesem zarządu okręgowego PZMot.
Pomysłodawca i inicjator powstania Narodowego Centrum Sportów Motorowych w Gdańsku.

## Działalność społeczna i polityczna
Za początek działalności politycznej można przyjąć rok 1989, kiedy wspomagał finansowo i organizacyjnie obóz solidarnościowy w kampanii wyborczej do Sejmu i Senatu. W czasie kampanii prezydenckiej był członkiem sztabu wyborczego Lecha Wałęsy. W latach 1990–1998 należał do Porozumienia Centrum, od 1998 członek partii Chrześcijańska Demokracja III Rzeczypospolitej Polskiej, gdzie pełnił funkcję prezesa zarządu Regionu Pomorskiego oraz był członkiem Zarządu Krajowego, w którym był skarbnikiem. Od 2002 członek Platformy Obywatelskiej.
Zaangażowany w politykę lokalną. Od 1999 do 2002 przewodniczący zarządu osiedla Strzyża, następnie w latach 2002–2018 radny miasta Gdańska (w 2002 jako kandydat Komitetu Wyborczego Wyborców i Sympatyków Lecha Kaczyńskiego Prawo i Samorządność, w kolejnych kadencjach – kandydat i radny Platformy Obywatelskiej). W Radzie Miasta zasiadał w Komisji Sportu i Turystyki oraz w Komisji Rozwoju Przestrzennego i Ochrony Środowiska. Zrzekł się mandatu radnego 22 maja 2018, po tym jak wyszło na jaw, że kupił od gminy bez przetargu działkę, co zostało uznane przez media za zachowanie nieetycznie, a nawet niezgodne z prawem. 8 lutego 2019 prokuratura uznała transakcję za przeprowadzoną zgodnie z prawem, umarzając sprawę.
Wspierał inicjatywy na rzecz dzieci, młodzieży i osób starszych. Doprowadził do powstania pracowni komputerowych, zorganizował finansowanie i pomagał przy remontach szkół i przedszkoli. Rozpoczął budowę, a później rozbudowę dziennego domu pobytu dla osób starszych oraz mieszkań treningowych dla osób rozpoczynających samodzielne życie po okresie podlegania opiece społecznej w dzieciństwie.
Otrzymał wiele odznaczeń i wyróżnień, m.in. Srebrny Krzyż Zasługi (1979), Krzyż Kawalerski Orderu Odrodzenia Polski (1987) oraz Brązową (1978) i Srebrną (1983) Odznakę „Zasłużony Działacz Kultury Fizycznej”.